# Cratere Dionysius

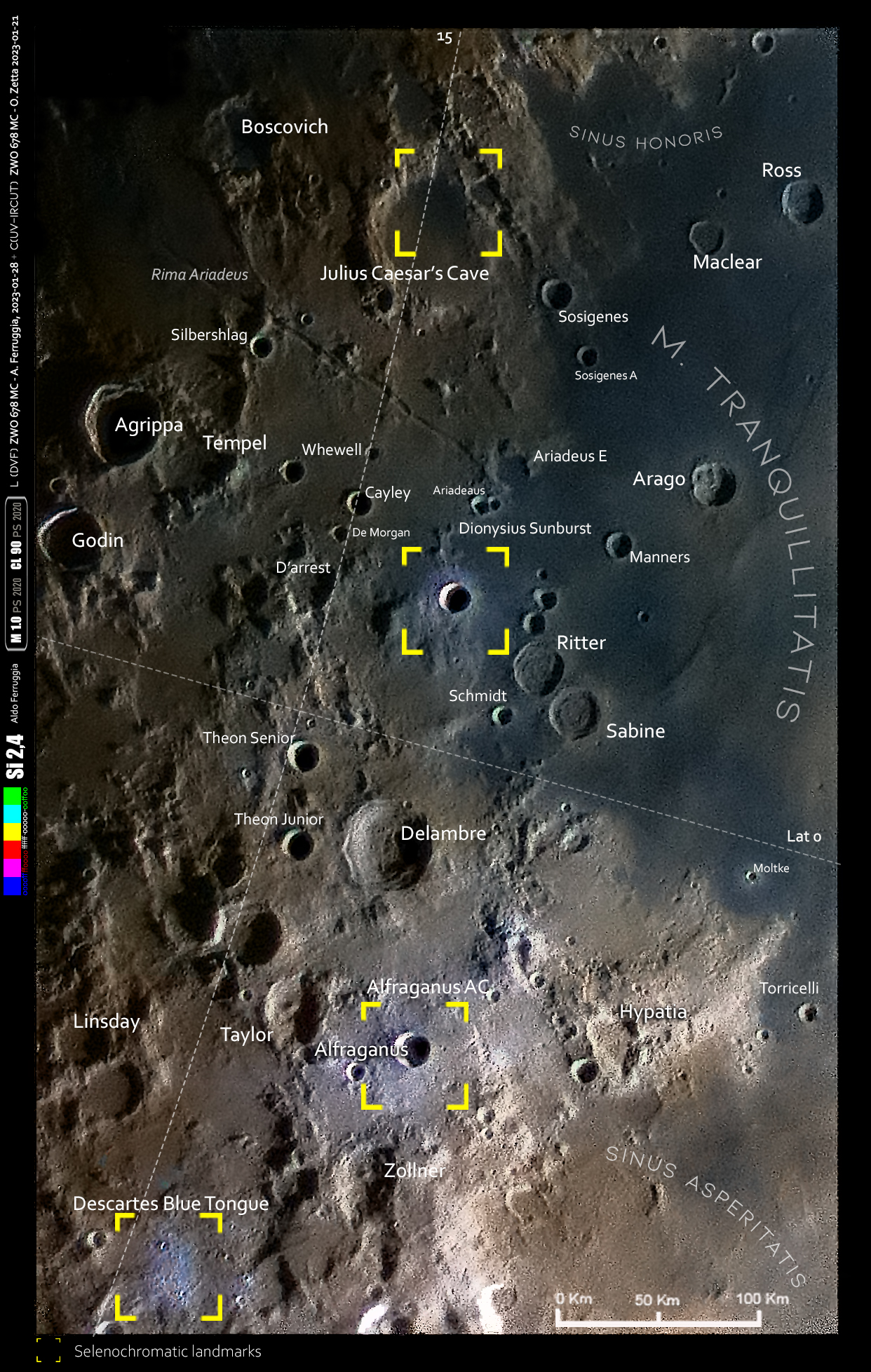
Il cratere con le strutture vicine in una Immagine Selenocromatica(Si)

Dionysius è un cratere lunare di 17,25 km situato nella parte nord-orientale della faccia visibile della Luna.
Il cratere è dedicato all'astronomo greco Dionigi l'Areopagita.

## Crateri correlati
Alcuni crateri minori situati in prossimità di Dionysius sono convenzionalmente identificati, sulle mappe lunari, attraverso una lettera associata al nome.
| Dionysius | Coordinate           | Diametro (in km) |
| --------- | -------------------- | ---------------- |
| A         | 1°40′48″N 17°39′00″E | 3,57             |
| B         | 2°57′36″N 15°48′36″E | 3,37             |